# Fjárhólar
Fjárhólar är en kulle i republiken Island. Den ligger i regionen Norðurland eystra, 270 km nordost om huvudstaden Reykjavík. Toppen på Fjárhólar är 715 meter över havet, eller 66 meter över den omgivande terrängen. Bredden vid basen är 0,80 km.
Trakten runt Fjárhólar är nära nog obefolkad, med mindre än två invånare per kvadratkilometer. Det finns inga samhällen i närheten. Trakten runt Fjárhólar är ofruktbar med lite eller ingen växtlighet.